# 吉涅维尔
吉涅维尔（法語：Guigneville，法語發音：[ɡiɲvil]）是法国卢瓦雷省的一个市镇，位于该省北部，属于皮蒂维耶区。

## 地理
吉涅维尔（48°12'31"N, 2°9'7"E）面积32.01 平方千米，位于法国中央-卢瓦尔河谷大区卢瓦雷省，该省份为法国中北部省份，北起埃松省，西北接厄尔-卢瓦省，西南接卢瓦-谢尔省，南至涅夫勒省和谢尔省，东临约讷省，东北接塞纳-马恩省。
与吉涅维尔接壤的市镇（或旧市镇、城区）包括：博斯地区莫维尔、博斯地区沙尔蒙、昂让维尔、博斯地区格勒讷维尔、安特维尔拉盖塔尔、旧皮蒂维耶。

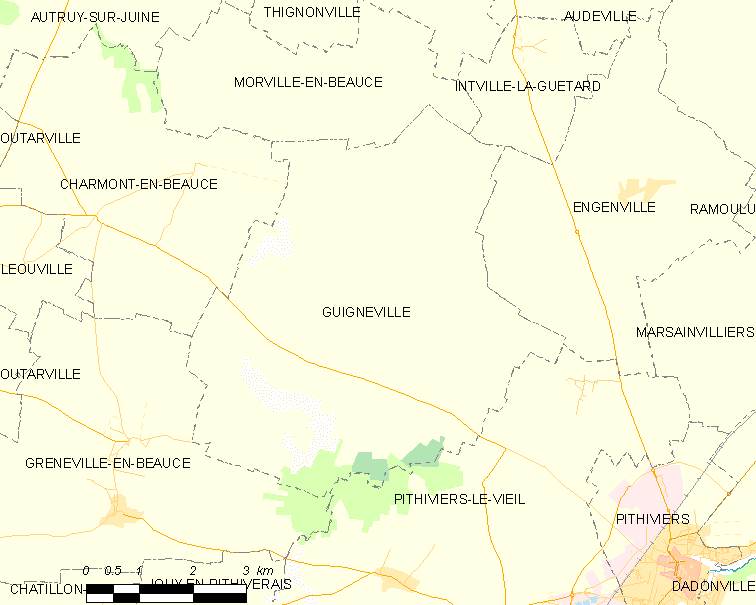
吉涅维尔的OSM定位图

吉涅维尔的时区为UTC+01:00、UTC+02:00（夏令时）。

## 行政
吉涅维尔的邮政编码为45300，INSEE市镇编码为45162。

## 政治
吉涅维尔所属的省级选区为皮蒂维耶县。

## 人口

1962-2008年间吉涅维尔人口变化图示

吉涅维尔于2022年1月1日时的人口数量为541人。